# Nycteribia capensis
Nycteribia capensis är en tvåvingeart som först beskrevs av Stanko Karaman 1939.  Nycteribia capensis ingår i släktet Nycteribia och familjen lusflugor. Inga underarter finns listade i Catalogue of Life.